# Euphorbia gracilior
Euphorbia gracilior là một loài thực vật có hoa trong họ Đại kích. Loài này được Cronquist mô tả khoa học đầu tiên năm 1949.